# الکترون‌چپانی
الکترون چپانی (به انگلیسی: electron pushing) روشی است که از آن برای توصیف مکانیسم پیشروی یک واکنش در شیمی آلی استفاده می‌شود. این روش نخستین بار از سوی رابرت رابینسون پیشنهاد شد. در این روش برای نشان دادن سازوکار واکنش در فرمول ساختاری واکنشگرهای یک معادله ی شیمیایی، از پیکان‌های خمیده یا فِرخورده استفاده می‌شود. این پیکان‌ها حرکت الکترون‌ها را هنگامی که پیوند شیمیایی میان اتم‌ها می‌شکند و دوباره تشکیل می‌شود نشان می‌دهد. در خور توجه است که پیکان‌ها هرگز جابجایی اتم‌ها را نشان نمی‌دهد بلکه جابجایی تودهٔ الکترون‌ها را نشان می‌دهد که البته به صورت غیرمستقیم نشان دهندهٔ حرکت اتم‌ها است. علاوه بر موارد یاد شده، پیکان‌ها برای توصیف نحوهٔ توزیع بار الکتریکی مثبت و منفی در جریان ساختار رزونانسی مولکول‌های آلی هم کاربرد دارند.
استفاده از پیکان‌ها در شیمی معدنی هم فراگیر شده است بویژه برای عنصرهای بلوک اس و پی.

## همچنین ببینید
- واکنش آلی
- سازوکار واکنش
- واکنش SN۱
- واکنش SN۲
- واکنش حذفی